# Humbertioturraea grandidieri
Humbertioturraea grandidieri là một loài thực vật có hoa trong họ Meliaceae. Loài này được (Baill.) Cheek mô tả khoa học đầu tiên năm 1989.